# Campeonato Italiano de Rugby 1936-37
El Campeonato de Rugby de Italia de 1936-37 fue la novena edición de la primera división del rugby de Italia.

## Sistema de disputa
El torneo se disputó en formato liga en donde cada equipo enfrentaba a cada uno de sus rivales en condición de local y de visitante.
El equipo que al finalizar el campeonato se ubique en la primera posición se corona campeón del torneo.

## Desarrollo
Tabla de posiciones:
| Pos. | Equipo             | Encuentros | Encuentros | Encuentros | Encuentros | Tantos | Tantos | Tantos | Puntos |
| Pos. | Equipo             | PJ         | PG         | PE         | PP         | F      | C      | Dif    | Puntos |
| ---- | ------------------ | ---------- | ---------- | ---------- | ---------- | ------ | ------ | ------ | ------ |
| 1.º  | Rugby Roma         | 14         | 13         | 1          | 0          | 224    | 56     | +168   | 27     |
| 2.º  | Amatori Milano     | 14         | 12         | 0          | 2          | 304    | 64     | +240   | 24     |
| 3.º  | GUF Torino         | 14         | 8          | 3          | 3          | 133    | 61     | +72    | 19     |
| 4.º  | Bologna Rugby      | 14         | 5          | 2          | 7          | 86     | 171    | -85    | 12     |
| 5.º  | GUF Genova         | 14         | 5          | 0          | 9          | 103    | 170    | -67    | 10     |
| 6.º  | Bersaglieri Milano | 14         | 4          | 1          | 9          | 50     | 82     | -32    | 9      |
| 7.º  | GUF Roma           | 14         | 3          | 2          | 9          | 38     | 129    | -91    | 8      |
| 8.º  | GUF Milano         | 14         | 1          | 1          | 12         | 43     | 248    | -205   | 3      |

|  | Campeón. |

### Campeón
| Bandera de Italia  |
| Campeón Rugby Roma |
| Segundo título     |